# Кісі Нобусуке
Кіші Нобусуке (яп. 岸 信介; 13 листопада 1896, Табусе — 7 серпня 1987, Токіо) — японський державний діяч. Дід колишнього прем'єр-міністра Японії Абе Сіндзо та міністра оборони Кіші Нобуо.

## Біографія
Закінчив Токійський університет (1920).
У 1941 увійшов до кабінету Тодзьо Хідекі як міністр торгівлі та промисловості.
Після того як 1 листопада 1943 створено Міністерство військового постачання, Кісі призначений заступником міністра. У зв'язку з тим, що на чолі міністерства офіційно стояв сам Тодзьо, фактично на Кісі покладено керівництво поточними справами міністерства і всіма питаннями постачання японської армії і флоту. 
У 1944 разом з кабінетом вийшов у відставку.
Після закінчення війни був у числі засновників Ліберальної партії.
У 1953 обраний членом парламенту. Був генеральним секретарем Демократичної партії. Один з найбільш впливових членів Ліберально-демократичної партії (ЛДП), засновник однієї з шести найбільших її фракцій.
З 25 лютого 1957 — прем'єр-міністр; робив спроби провести переозброєння Японії, домагався укладення нового договору безпеки з США.
У ході масових протестів проти ратифікації договору та візиту президента Дуайта Ейзенхауера 15 липня 1960 був змушений піти у відставку.